# Frannie Léautier
Frannie Léautier (geboren im 20. Jahrhundert in Moshi (Tansania)) ist eine mehrfach ausgezeichnete tansanische Finanz- und Entwicklungsexpertin.

## Leben
Frannie Léautier wurde in eine neunköpfige Familie geboren, sie hat vier Brüder und zwei Schwestern, mit denen sie auf dem Land in Lushoto bei den Usambara-Bergen aufwuchs. Sie hielt diesen ruhigen Ort, geprägt von der Landwirtschaft, nach eigenen Angaben für eine ideale Lernumgebung, in der ihr Interesse an Finanzen und Ingenieurwesen geweckt wurde. Besonders ihr Großvater habe sie dazu angeregt, über physikalische Zusammenhänge nachzudenken.

## Karriere
Frannie Léautier begann ihre akademische Ausbildung in Tansania, wo sie 1984 an der Universität von Dar es Salaam einen Bachelor in Bauingenieurwesen erwarb. Anschließend studierte sie am Massachusetts Institute of Technology (MIT). 1986 erwarb sie dort einen Master in Transportwesen und 1990 wurde sie am MIT über Infrastruktursysteme promoviert. Anschließend wurde sie 1992 von der Weltbank im Bereich Transport Ökonomie der Abteilung für Infrastruktur eingestellt. Ihr Aufgabenbereich bezog sich auf die lateinamerikanische Region. Während dieser Zeit erhielt sie eine Auszeichnung für den Entwurf eines Infrastrukturprojekts in Peru. Von 1994 bis 1995 war sie in der Forschung und der Entwicklung als Wirtschaftswissenschaftlerin für die Weltbank tätig. Danach wurde sie zur leitenden Ökonomin der Infrastrukturabteilung der Südasienabteilung der Weltbank befördert und arbeitete von 1995 bis 1997 in sechs asiatischen Ländern, wo sie half, ein Team aufzubauen, um Infrastrukturprojekte für die Weltbank durchzuführen. Von 1997 bis 1999 war sie dann als Senior Direktorin im Bereich Infrastruktur der Asienabteilung der Weltbank tätig. Sie wurde für innovative Projekte im Wasser- und Energiesektor ausgezeichnet und trug zur Konsolidierung der Investitionen der Weltbank im Verkehrssektor bei. Darüber hinaus wurde ihr der „Good Manager Award“ für hervorragende Managementleistungen verliehen. Von 2000 bis 2001 hatte sie den Posten des Chief of Staff des Präsidenten der Weltbank inne. Darauf folgte ihre Ernennung zur Vizepräsidentin der Weltbank und Leiterin des Weltbank Instituts, wo sie von 2001 bis 2007 arbeitete.
2007 wechselte sie zum Institut d’études politiques de Paris, um fünf Jahre lang als Professorin Masterkurse in internationalem Management und Leadership zu erteilen.
2009 wurde sie zur Exekutivsekretärin der African Capacity Building Foundation ernannt. In ihrer Zeit dort verbesserte sie das Profil, die Verwaltung, die Rechenschaftspflicht, die Effizienz und die Leistungen der Institution und gestaltete diese neu. Ergebnis ihrer Reformen war unter anderem, dass die Beiträge der afrikanischen Regierungen während ihrer Amtszeit um mehr als das Fünffache stiegen.
2016 wurde sie zur Senior-Vizepräsidentin der Africa Development Bank Group ernannt. Vorher war sie Vorsitzende und Mitbegründerin des Mkopa Private Equity Fund, der sich auf private Kapitalbeteiligungen an kleinen und mittleren Unternehmen in Subsahara-Afrika konzentrierte.
2018 erhielt sie den Posten eines Chief Operating Officer (COO) der Eastern and Southern African Trade and Development Bank (Handels- und Entwicklungsbank für das östliche und südliche Afrika) (TDB) mit Sitz in Nairobi.
Neben ihren unterschiedlichen Betätigungsfeldern kann sie auf die Veröffentlichung zahlreicher Publikationen zurückblicken. Zu ihren Büchern zählen Leadership in a Globalized World (2014), Cities and Spaces of Leadership (2016) sowie Cities in a Globalized World (2006). Sie spricht fließend Englisch und Französisch, außerdem hat sie gute Grundkenntnisse in der spanischen und arabischen Sprache.
Frannie Léautier forderte 2025, als der amerikanische Präsident Donald Trump die Gelder des amerikanischen USAID für die Entwicklung Afrikas einfror, ein Umdenken auf dem Kontinent und meinte, dass Afrika von ausländischer Hilfe unabhängig werden müsse, besonders in kritischen Sektoren wie der Gesundheit. Die abrupte Unterbrechung von Entwicklungsprogrammen beschleunige diesen Wandel, wie sie in einem Interview mit den Nachrichten Magazin Der Spiegel meinte.
Sie selbst sagte in einer Sendung der britischen SouthBridge Group, sie halte Afrika für „jung, innovativ und im Wachsen begriffen“. Sie betonte, dass sie bezüglich der Entwicklung Afrikas optimistisch sei und viele Entwicklungsmöglichkeiten sehe, wenn lokale Gegebenheiten berücksichtigt werden.

## Auszeichnungen
Frannie Léautier wurde für ihren Beitrag zur Umstrukturierung des Weltbank Instituts im Hinblick auf mehr Innovation, Effizienz und Leistung gewürdigt, wofür sie 2003 von der Weltbank eine Auszeichnung für außergewöhnliche Leistungen und 2002 einen Presidential Award for Excellence für ihre Beiträge zur Arbeit in Lateinamerika erhielt.
Sie erhielt 2012 den Titel „Queen of Development“ für das Gebiet Agona in Ghana.
Mehrfach wurde sie in die Liste der einflussreichsten Menschen in Afrika aufgenommen.
2019 wurde ihr der Ehrendoktor in Jura von der Lancaster University verliehen, um ihre Arbeit für die Infrastruktur zu würdigen.
Sie bekam auch einen Honourary Degree in Humane Letters von dem North Central College (Illinois) für ihren Beitrag zur Entwicklung Afrikas.